# Iris koenigii
Iris koenigii är en irisväxtart som beskrevs av Dmitrii Ivanovich Sosnowsky. Iris koenigii ingår i släktet irisar, och familjen irisväxter. Inga underarter finns listade i Catalogue of Life.